# Fratelli detective
Fratelli detective è un film per la televisione, diretto da Giulio Manfredonia, andato in onda lunedì 8 giugno 2009 alle ore 21.10 su Canale 5. È tratto dal format televisivo argentino Hermanos & Detectives.
Visti i buoni ascolti del film dal 16 maggio 2011 parte su Canale 5 l'omonima serie televisiva.

## Trama
Francesco Forti è un ispettore di polizia romano; la sua vita normale viene stravolta quando, alla morte del padre scappato via anni prima, si ritrova con il fratello, Lorenzo, lasciatogli dal padre. Lorenzo è un bambino con un quoziente intellettivo molto superiore alla norma, visto che si sta per iscrivere all'università.
Francesco, che è innamorato da sempre di Valentina, una barista, deve risolvere il caso di un ragazzo morto: all'inizio sembra un suicidio ma con l'aiuto del fratellino riuscirà a scoprire l'assassino.
Francesco parla al telefono con Valentina, dicendole che non è convinto di volersi tenere il fratello: Lorenzo, avendo ascoltato la conversazione, decide di scappare, Francesco riesce a trovare Lorenzo, proprio dove un cecchino ha sparato a un'anziana. Il cecchino sparerà ad altre due persone nei due giorni successivi.
Francesco e la sua squadra investigativa, composta da Orsi e Chiara, indagano con poco successo; intanto a casa Forti piomba l'assistente sociale che deve giudicare l'operato di Francesco. Grazie all'aiuto di Valentina, che si finge fidanzata di Francesco, i due fratelli superano la visita dell'assistente sociale.
Il caso, anche qui grazie a Lorenzo, viene risolto ma Francesco ha problemi con Valentina.

## Ascolti
| Prima TV Italia | Telespettatori | Share  |
| --------------- | -------------- | ------ |
| 8 giugno 2009   | 4.706.000      | 21,62% |